# Веганство

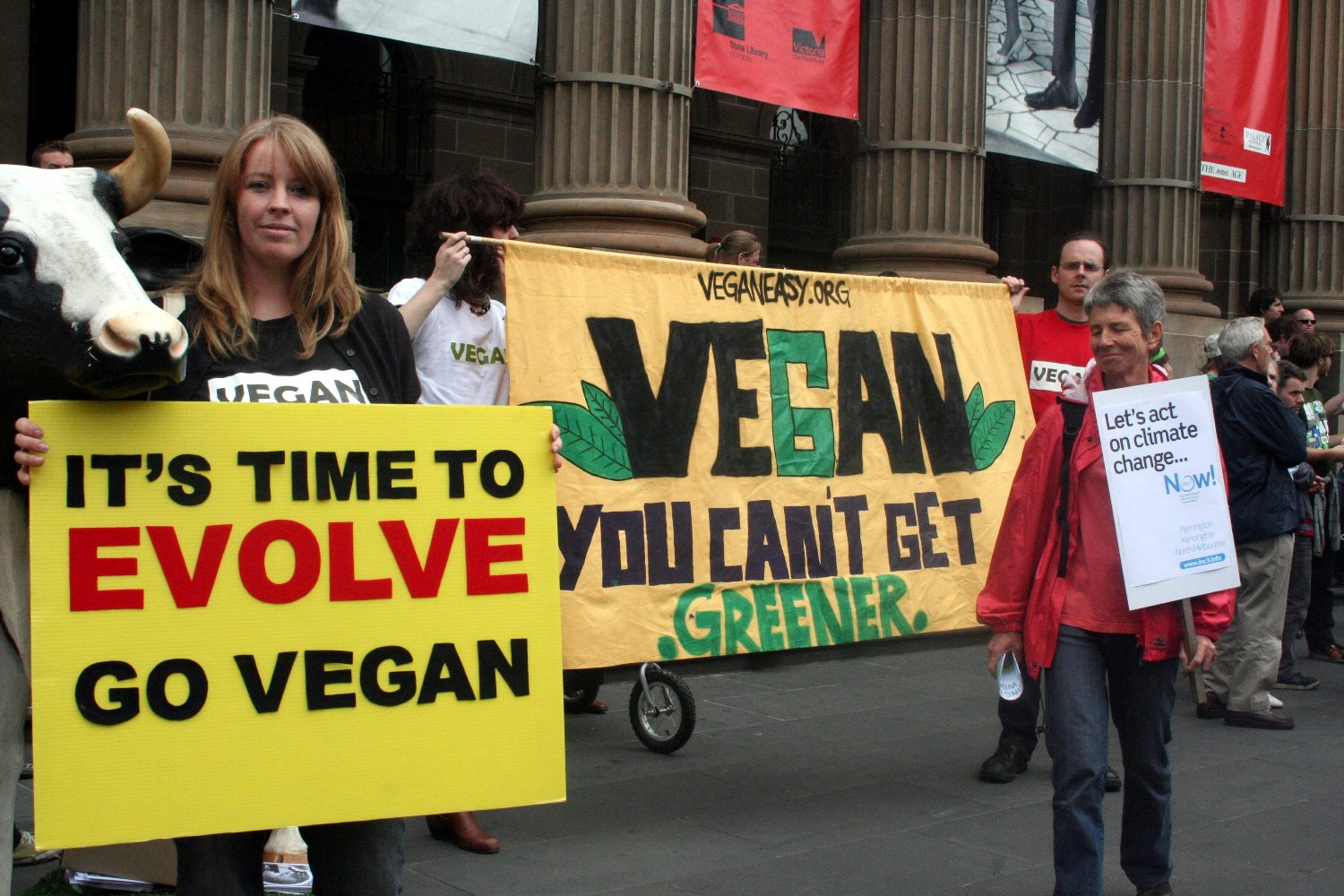
«Час розвиватися — cтавай веґаном». Акція у Мельбурні на підтримку договору проти глобального потепління

Веґа́нство (веґані́зм, англ. véganism) — спосіб життя, що характеризується повною відмовою (наскільки це можливо) від усіх форм експлуатації і насилля над тваринами заради їжі, одягу, розваг і будь-яких інших цілей. Цим веґанство суттєво відрізняється від веґетаріанства, засади якого визначаються здебільшого відмовою від вбивства (з етичних або релігійних переконань) або дієтичними міркуваннями.

## Історія

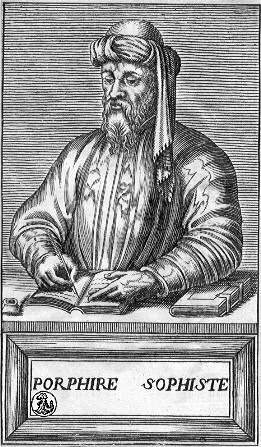
Порфирій

Термін «веґанізм» з'явився як одна з класифікацій веґетаріанства у листопаді 1944. Його запровадив британський громадський діяч Дональд Вотсон.
Серед визначних постатей античних часів було чимало веґетаріанців, але погляди сучасного веґанства поділяли небагато людей. Одним із перших про відмову від насильства й експлуатації тварин заради власного добробуту заявив давньогрецький філософ Порфирій (234—305). В роботі «Про утримання від тваринної їжі» (лат. De Abstinentia ab Esu Animalium) він писав:
|  | Якщо, однак, хтось думає, що це несправедливо — шкодити звірям, той не повинен ні використовувати молоко, ні вовну, ні овець, ні мед. Бо як ви пораните людину, забираючи від неї її одежу, так само, також, ви шкодите вівці, обстригаючи її… Молоко також було створене не для вас, а для молодих тварин, що споживають його. Бджола також збирає мед у їжу для себе, який ви, забираючи, використовуєте для вашого власного задоволення. |

Однак надалі він відмовився від цих аргументів, вважаючи, що людина, піклуючись про тварин і комах, має право використовувати продукти їхньої життєдіяльності. Крім м'яса.
За часів Золотої доби ісламу відомим був сирійський поет і філософ Абу-ль-Аля аль-Мааррі (973—1057), який у віршах закликав до відмови від продуктів тваринного походження:
|  | ... Несправедливо їсти те, що вода дає (тобто рибу), не бажай у їжу м'ясо забитих тварин, Або молоко матерів, що призначене для їхніх малят, не для благородних жінок. Не засмучуйте птахів, що нічого не підозрюють, беручи їхні яйця; для несправедливості — це найбільший злочин. І утримайтесь від меду, який бджоли збирають завчасно з квіток та ароматних рослин; Бо вони не зберігають його для користування іншими, не отримують за це золота і дарунків… |

У 1802 році вийшла друком книга англійського антиквара Джозефа Рітсона «Есей про утримання від тваринної їжі як моральний обов'язок» (англ. An Essay on Abstinence from Animal Food, as a Moral Duty).
Останні роки життя відомий український політичний діяч та письменник Володимир Винниченко був веґаном-сироїдом. Про веґанство він писав у своєму творі Лепрозорій (1938). Чимало героїв його творів — веґани.

## Етика та права тварин
Роздуми про етику тварин складають сьогодні значну частину філософічних дебатів щодо веґанства. До класики належить книга Пітера Сінґера «Визволення тварин» 1975 року. Сінґер доводить, що нема жодних моральних виправдань закриванню очей на страждання істоти, незалежно, якого вона походження. Особливо — виключати «нелюдські тварини» з принципу рівноправ'я настільки довільно, як і виключати за цим принципом людей іншого кольору шкіри, іншої культури, віросповідання чи статі.

### Тестування на тваринах

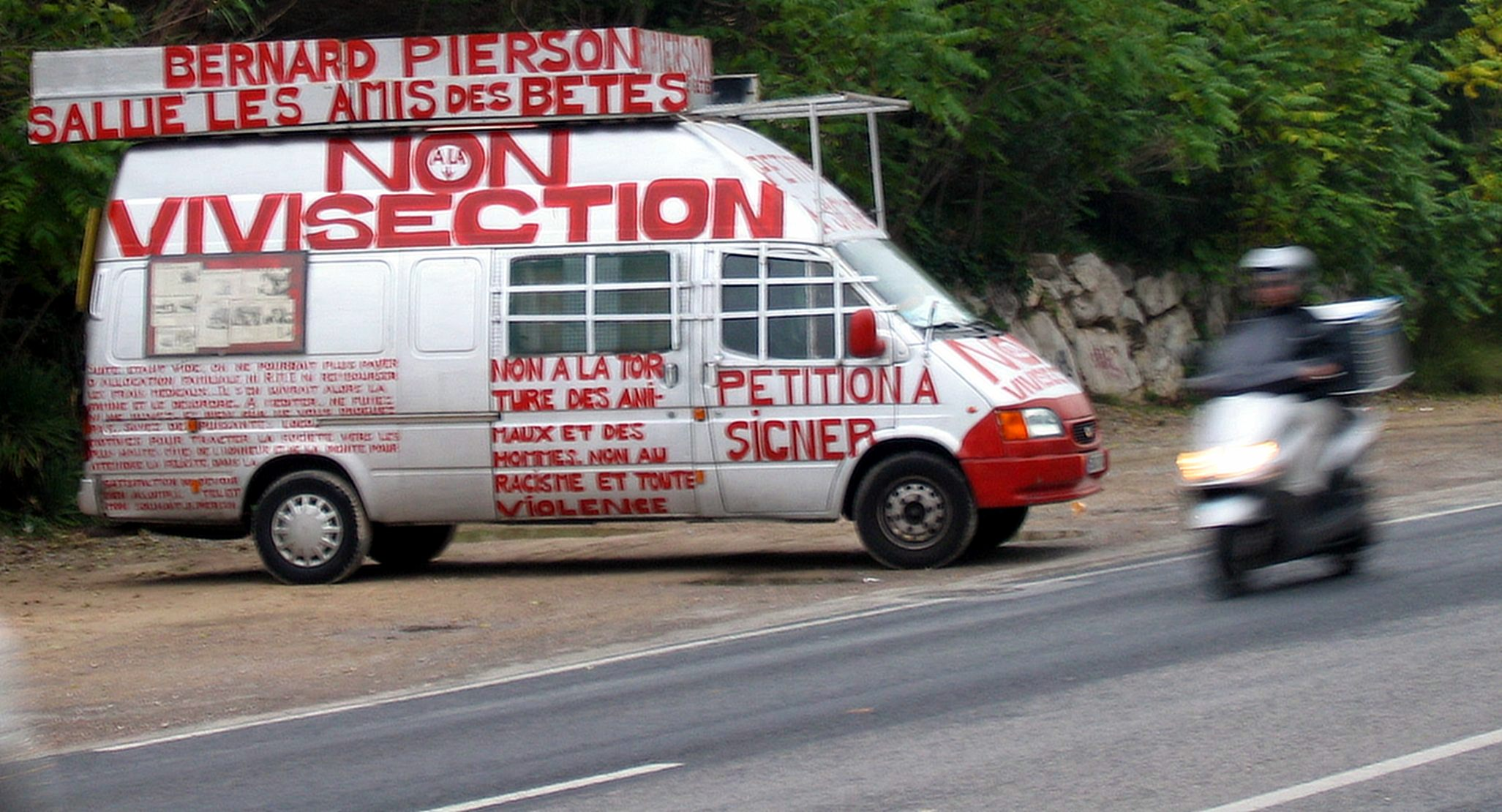
Протест проти вівісекції

Веґанська спільнота рішуче виступає проти тестування товарів на тваринах. Здебільшого це косметика, побутова хімія та лікарські засоби.
На вимогу суспільства Єврокомісія у 2007—2011 роках виділила €238 млн. на розвиток альтернативних методів тестування. І 2013 року в країнах Євросоюзу заборонили тестувати на тваринах косметику та її складники. Проте в галузі медицини тварин надалі використовують для досліджень. В інших частинах світу не введено навіть часткових заборон, тому європейські компанії деколи переносять туди випробувальні лабораторії.
Станом на 2005 рік у світі для різних випробовувань використовувалися 58,3 млн. тварин. Основна частина дослідів припадала на розвинені країни: США, Британію, Францію, Німеччину. Зокрема, 2013 року в самій лише Британії здійснили 4,12 млн. дослідницьких випробовувань. З них токсикологічні тести склали 375 тис. випробовувань.
Зоозахисна організація «Люди за етичне ставлення до тварин» (англ. PETA) створила перелік компаній, які у створенні своєї продукції виключили тестування на тваринах — так званий Білий список PETA (англ. PETA Whitelist). Компанії, що проводять такі тестування, потрапляють до «чорного списку», а виробники із сумнівними та непідтвердженими даними — до «сірого».

### Індустрія розваг
Використання тварин з метою розваг суперечить веґанському принципу через експлуатацію та жорстокість до них, тому веґаспільноти проводять акції та пікети, спрямовані на припинення діяльності таких вистав. Місцями, де використовують тварин задля розваги є тваринні бої, цирки, зоопарки, дельфінарії, пересувні звіринці, прокати коней тощо.
Завдяки суспільному резонансу, діяльність цирків із дикими тваринами заборонена в Нідерландах, Греції, Словенії, Мексиці, Парагваї, Болівії, Кіпрі, Перу та в іспанській місцевості Каталонія.

### Жорстокі традиції

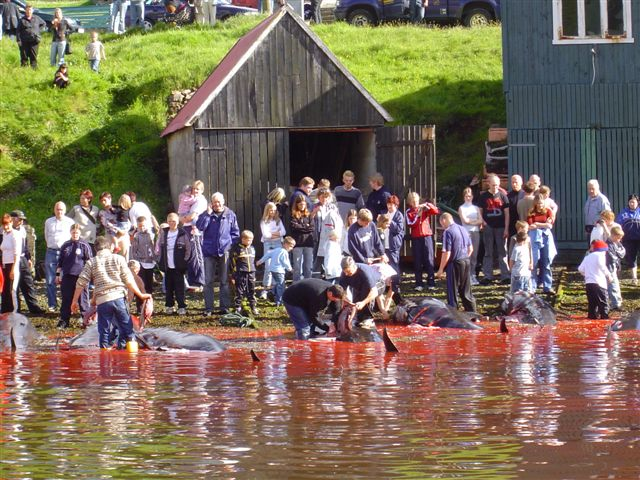
Гриндадрап

Веґанські та зоозахисні товариства шукають законні шляхи до припинення невмотивовано жорстоких традицій деяких народів, що містять масові вбивства тварин, зокрема, жертвопринесення.
На Фарерських островах існує традиційний щорічний забій гринд і дельфінів — Гриндадрап (фар. Grindadráp). Так, 13 серпня 2013 року у селищі Гвалба вбили близько 430 атлантичних білобоких дельфінів. Рішуче виступає проти проведення вилову зоозахисне товариство «Морський пастух»: у 2014 році за спроби перешкодити вилову місцева поліція заарештувала його діячів.
У Непалі щороку відбувається релігійний фестиваль Ґадхімай, який полягає у масовому жертвопринесенні тварин богині Ґадхімай. Переважно — буйволів, кіз і курей. У 2009 році на такому фестивалі вбили близько 250 тис. тварин. Місцеві активісти, переважно буддисти, протестують у столиці Непалу, Катманду, а люди всього світу тиснуть на уряд сусідньої Індії, з земель якої потрапляє основна частина тварин, аби Індія заборонила чи хоча б уважніше слідкувала за вивезенням тварин до Непалу.

## Активізм

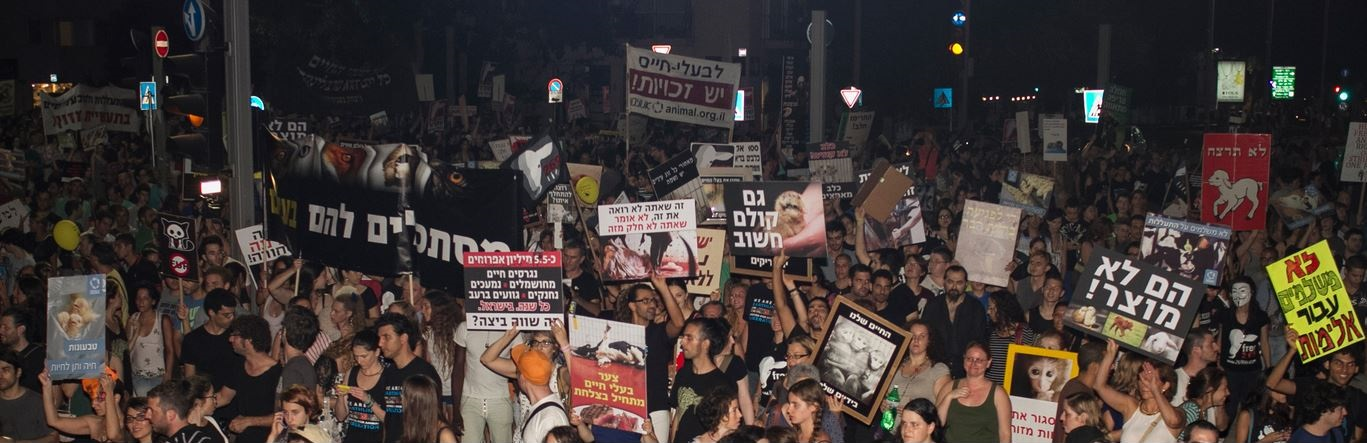
Пікет у Тель-Авіві

Активісти веґанського руху всіляко пропагують відмову від насильства до тварин. Основні та найпоширеніші способи пропаганди:
- роздача інформаційних листівок і брошур;
- проведення тематичних заходів і лекцій на зоозахисну тематику;
- створення мотиваційних графіті на вулицях міст.

Проводять також пікети й акції задля привернення уваги суспільства до тієї чи іншої проблеми або сфери, де порушені права тварин. Сюди входять акції, що закликають бойкотувати хутрову промисловість, діяльність цирків і дельфінаріїв.
Окрім пропагандистських, проводяться також «акції прямої дії» — переважно нелегальні заходи, в ході яких випускають тварин із місць їхнього утримання, завдають матеріальних збитків компаніям, причетним до порушення прав тварин.
Однією з найвідоміших груп, що проводить акції прямої дії, є «Фронт визволення тварин» (англ. Animal Liberation Front, ALF). Дії членів ALF привернули увагу американських спецслужб і 2004 року в звіті ФБР організацію «Фронт визволення тварин», а також екозахисний союз «Фронт визволення Землі», внесено до списку екстремістських організацій та екотерористів.

## Активізм в Україні
2007 рік:

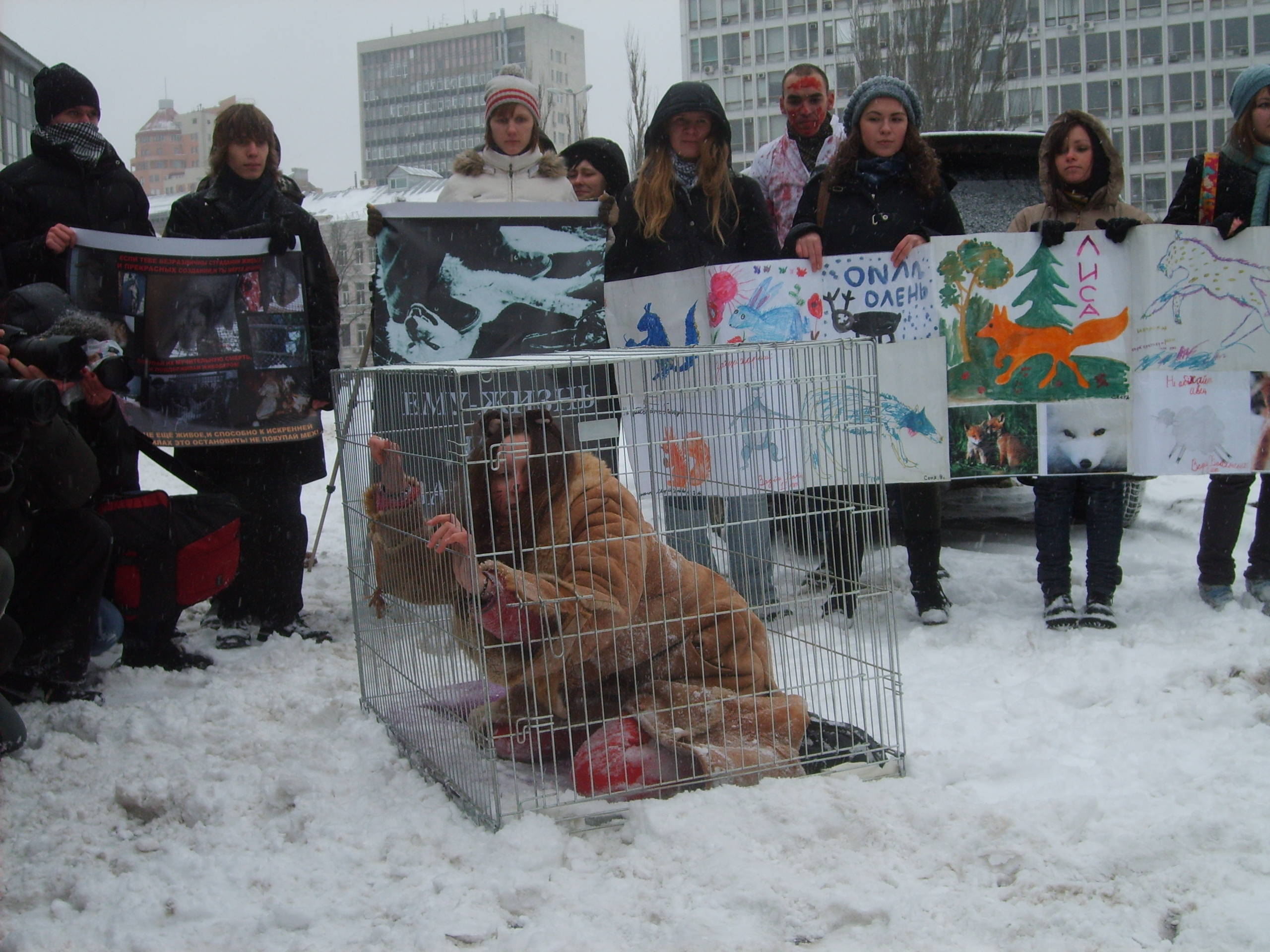
Акція групи "Стоп зооциду" проти хутряної індустрії, Київ (12.02.2010)

- 16 січня. Акція проти дельфінаріїв[12]
- 17 листопада 2007. Акція «Поминки звірів».[13]
- 9 грудня 2007. Акція «Подивись в очі своїй шубі».[14]

2011 року в Ужгороді: засновано на засіданні «Екоклубу» ініціативу «Вегклуб», завдяки якій вдалося проводити заходи, самостійно та в колоборації з іншими проєктами, на підтримку ідей веґетаріанства, веґанства, здорового способу життя. «Фізкульт-привіт 2012», «Олмофест» (2014) та ін.
2010 рік: ініціатива «Стоп зооцид 2010» — акції біля виставок хутра в м. Київ, дельфінаріями, посольством Канади, через вбивство бельків
У 2015 році заснована організація «Екологічна Платформа» — веґанський та еко-анархічний рух.
З 2016 року — ГО «Єдина Планета».
З 2017 року — ГО «Відкриті Клітки».
З 2019 року — ГО «Кожна Тварина».
1 листопада 2020 року створена ініціатива «Веґан відповіді» з пошуку та перевірки веґанської продукції у звичайних магазинах (станом на 2022 рік ≈1000 позицій).https://www.veganvidpovidi.com/
Від 24 лютого 2022 року багато веґанів і веґанок пішли воювати на боці України.

## Спільнота

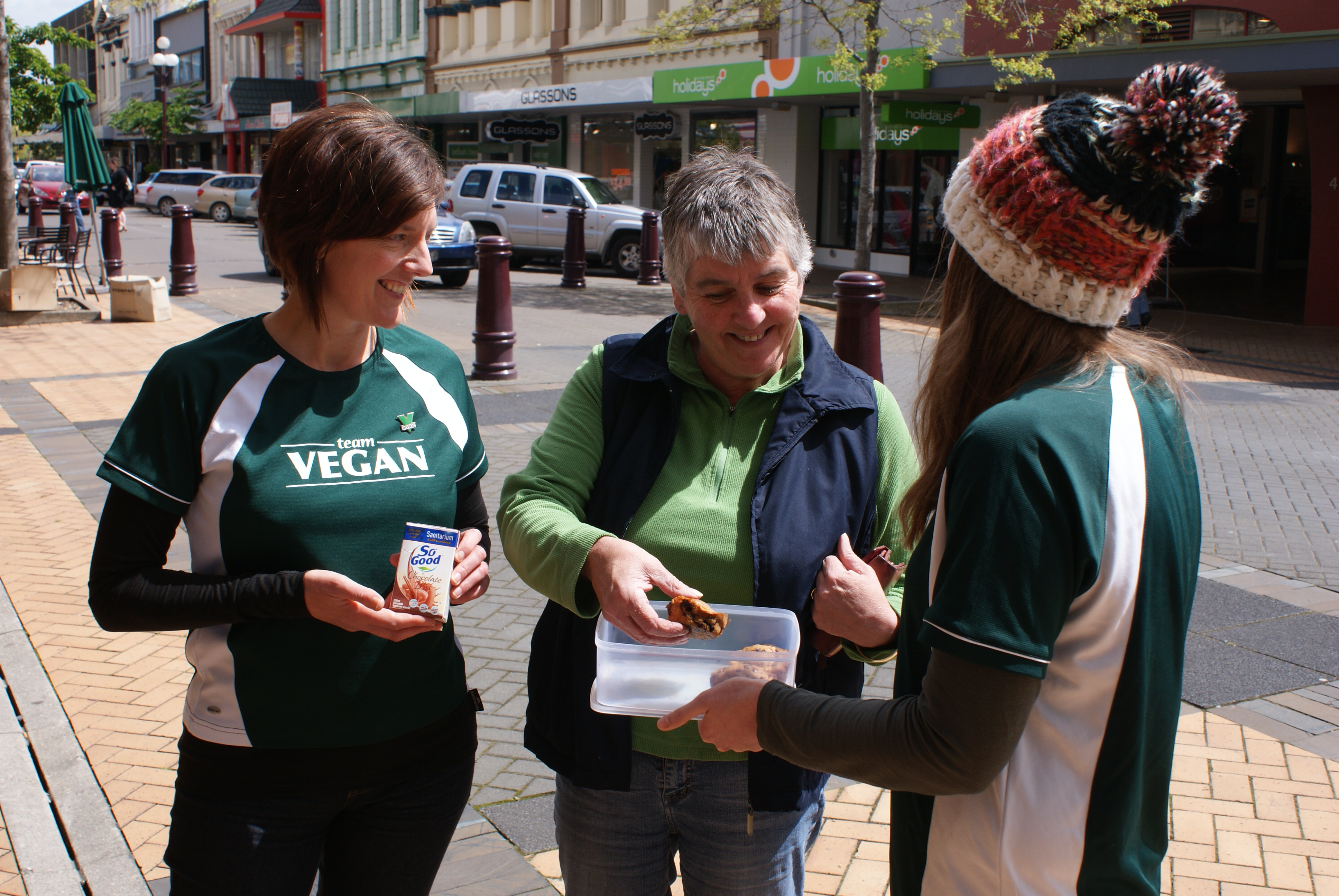
Активісти у новозеландському місті Інверкаргілл частують перехожих веганськими солодощами з нагоди Міжнародного дня веґана (2013)

Найбільші громади веґанів мешкають у розвинених країнах: США, Німеччині, Великій Британії, Ізраїлі, Канаді, Австралії, Італії, Новій Зеландії тощо. Станом на 2014 рік Ізраїль має найвищий відсоток веґанів серед населення країни — близько 4 %, тобто 300 тис. із 8 млн.
1 листопада в світі відзначають Міжнародний день вегана.
В Україні проживає 4,5 млн веґатеріанців та близько 800 тис. веґанів, про що свідчить дослідження Київського міжнародного інституту соціології за жовтень 2020 року.

## Спосіб життя

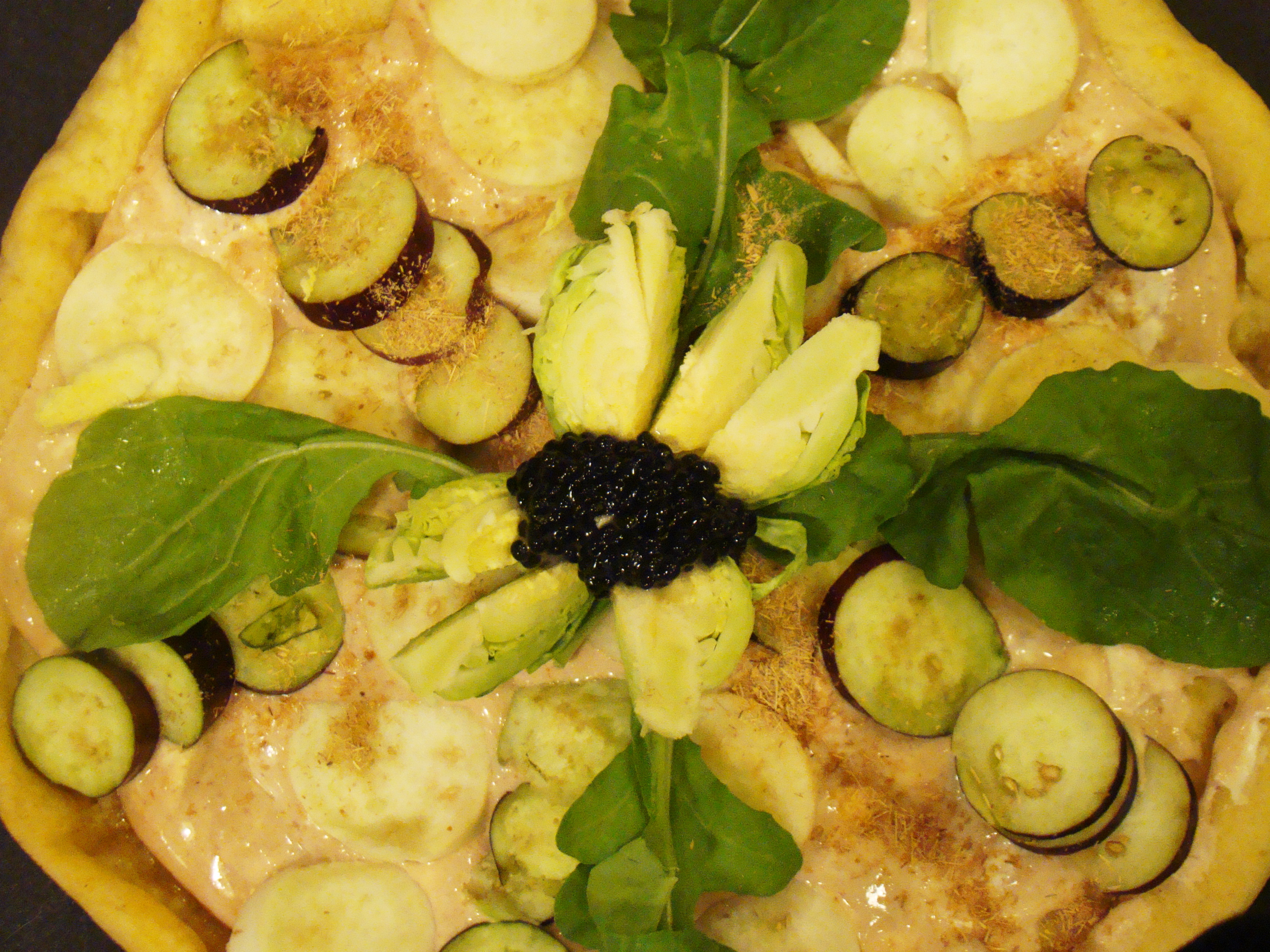
Веґанська піца із імбирем
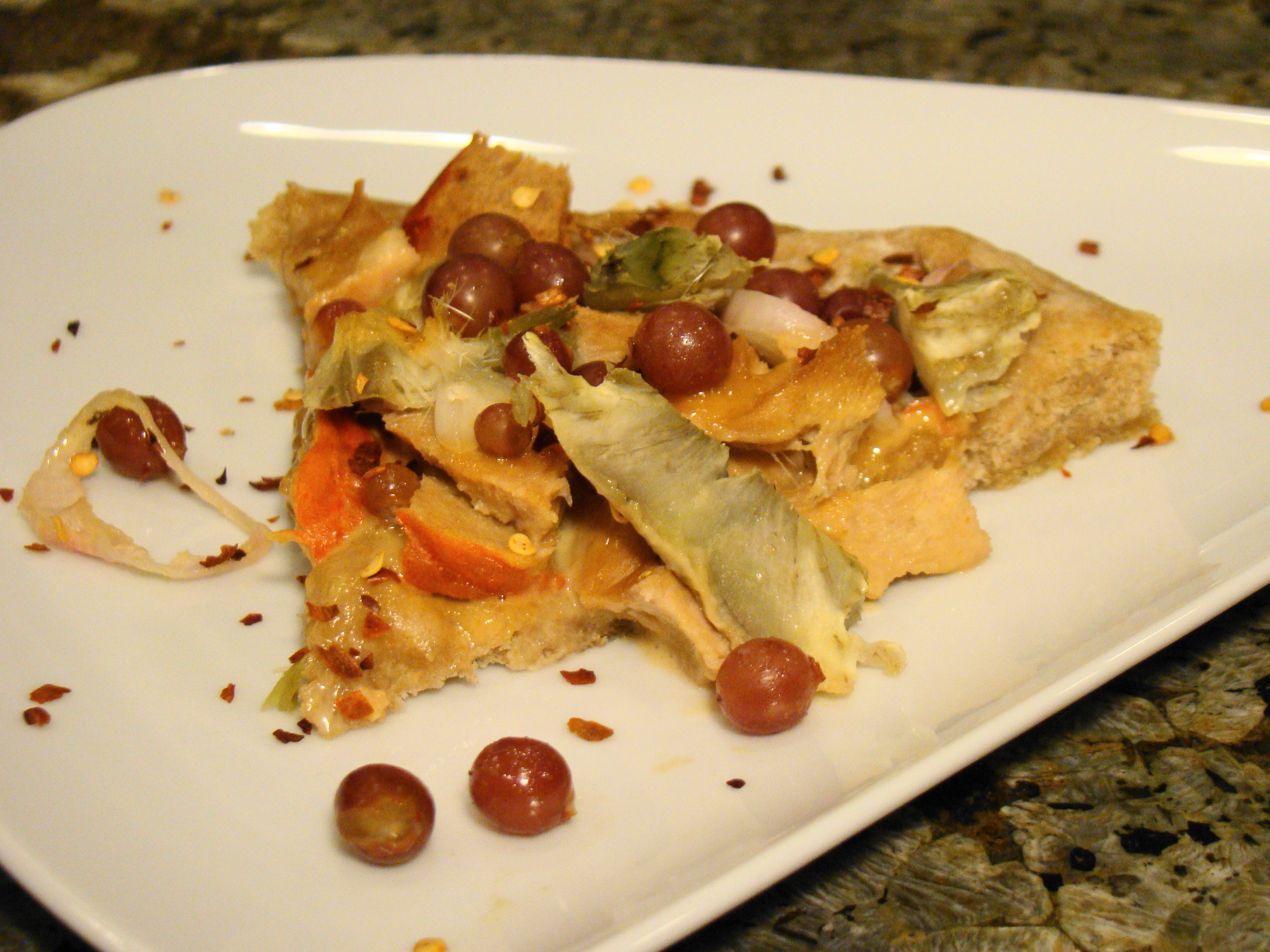
Із веґанськими лобстерами
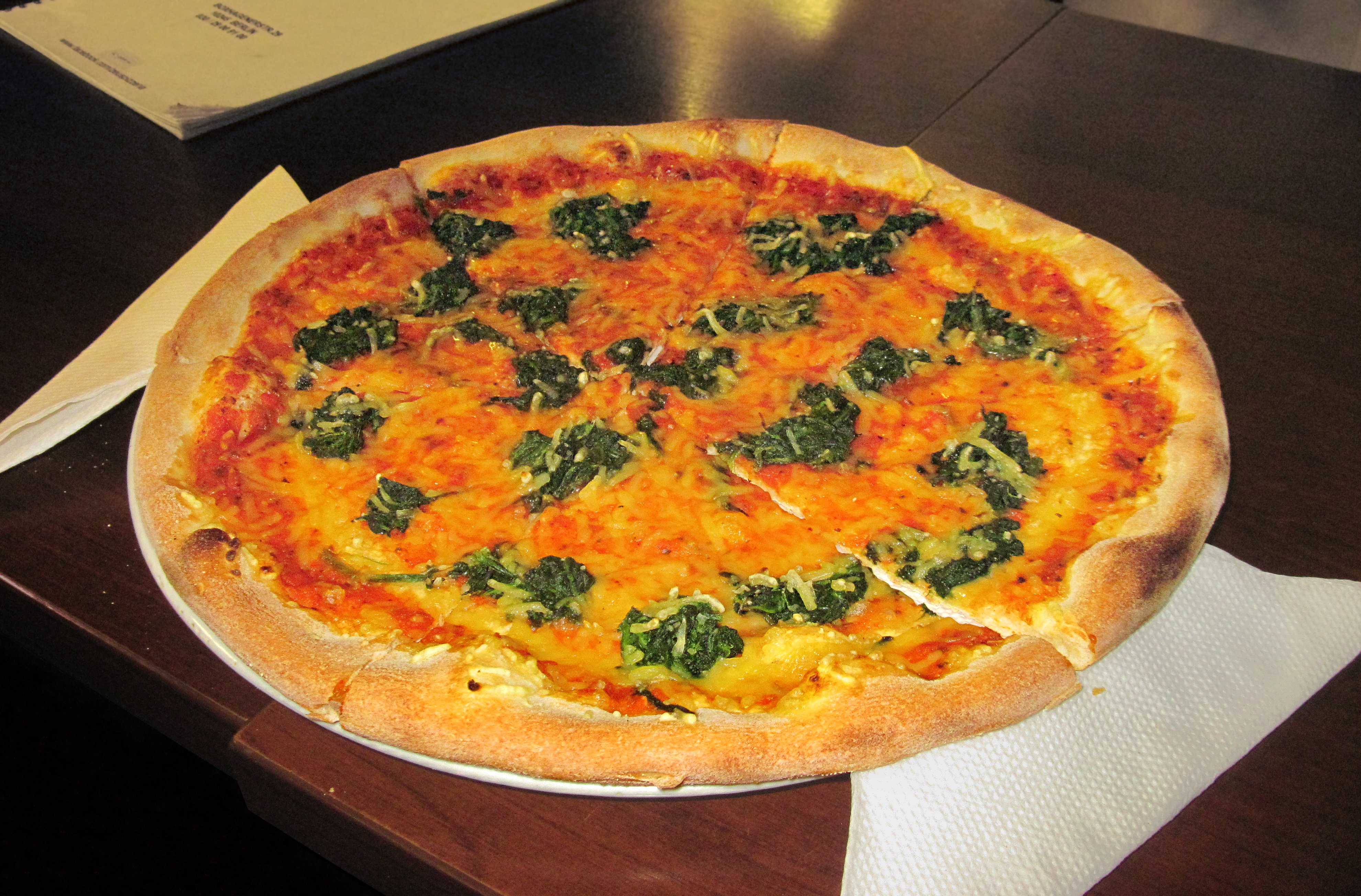
Із шпинатом і веґанським аналогом сиру
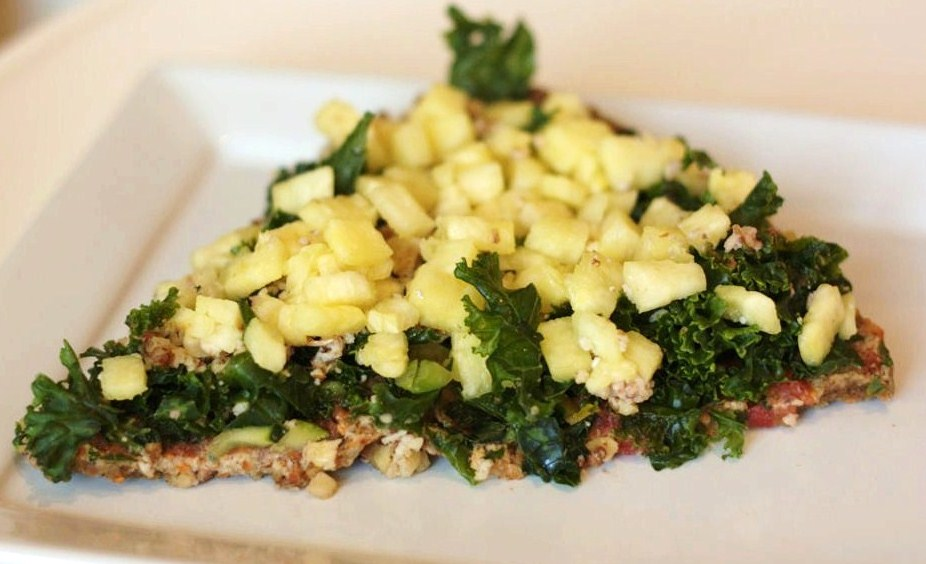
Сироїдська піца
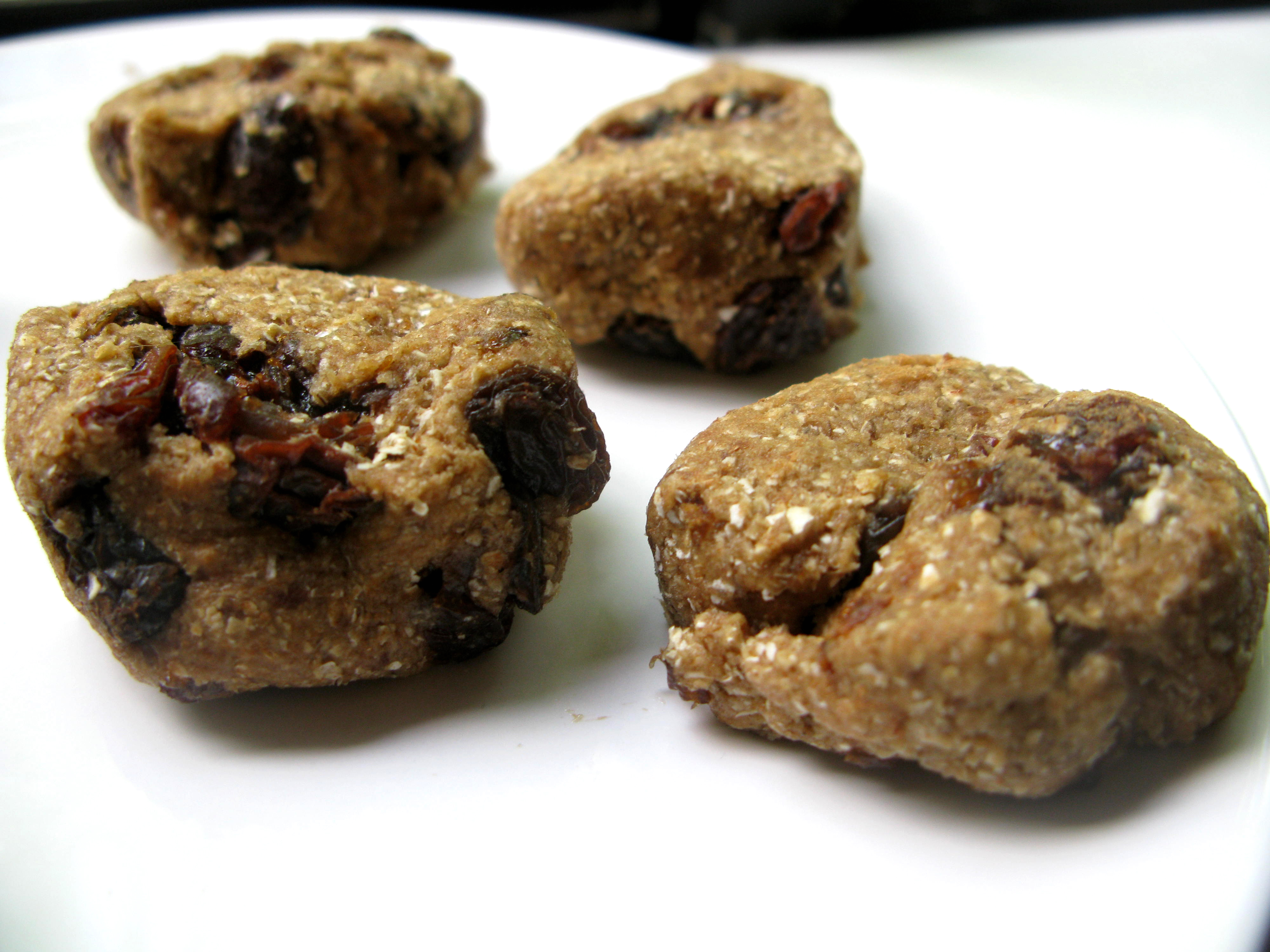
Сироїдське вівсяне печиво
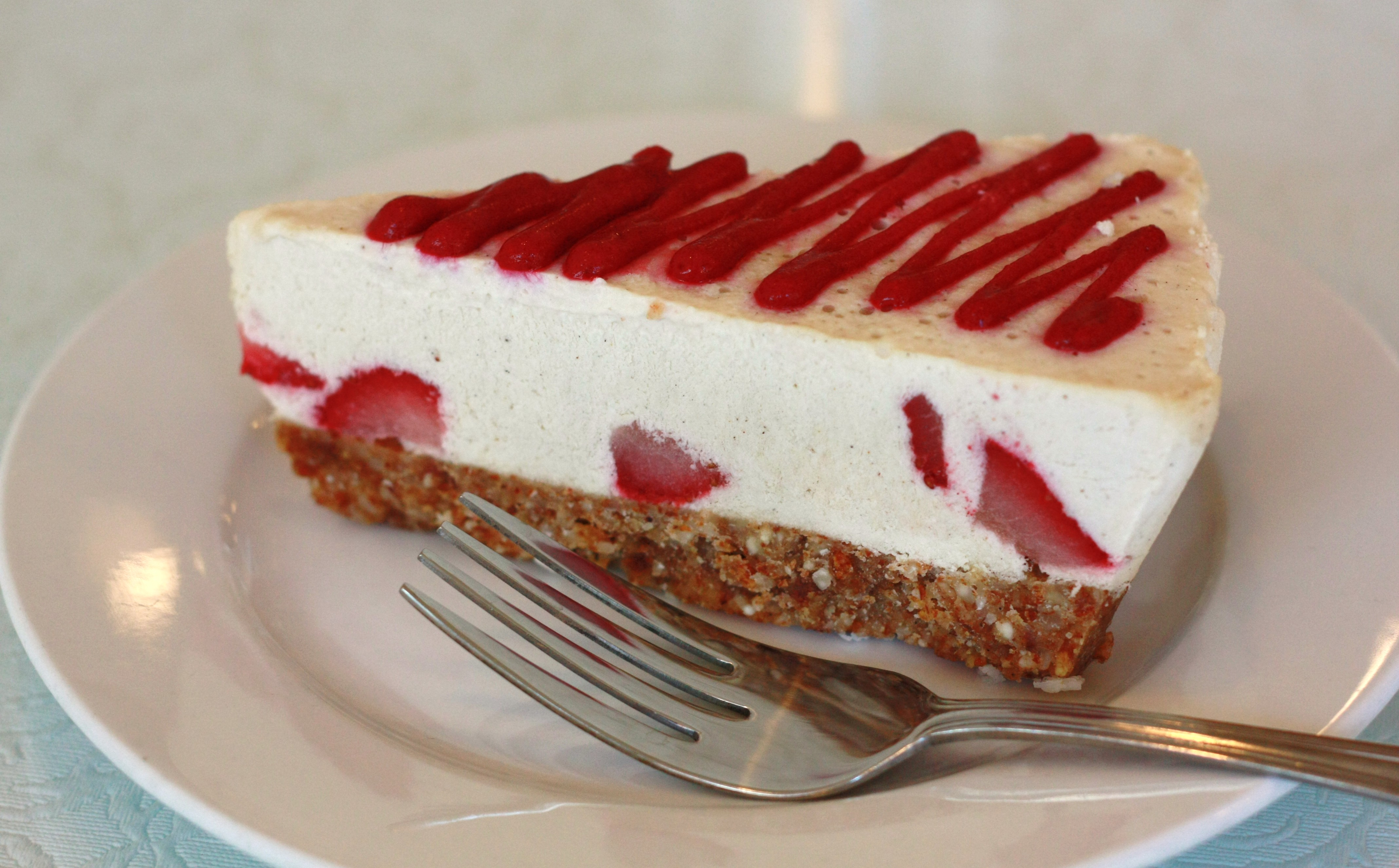
Сироїдський чіз-кейк
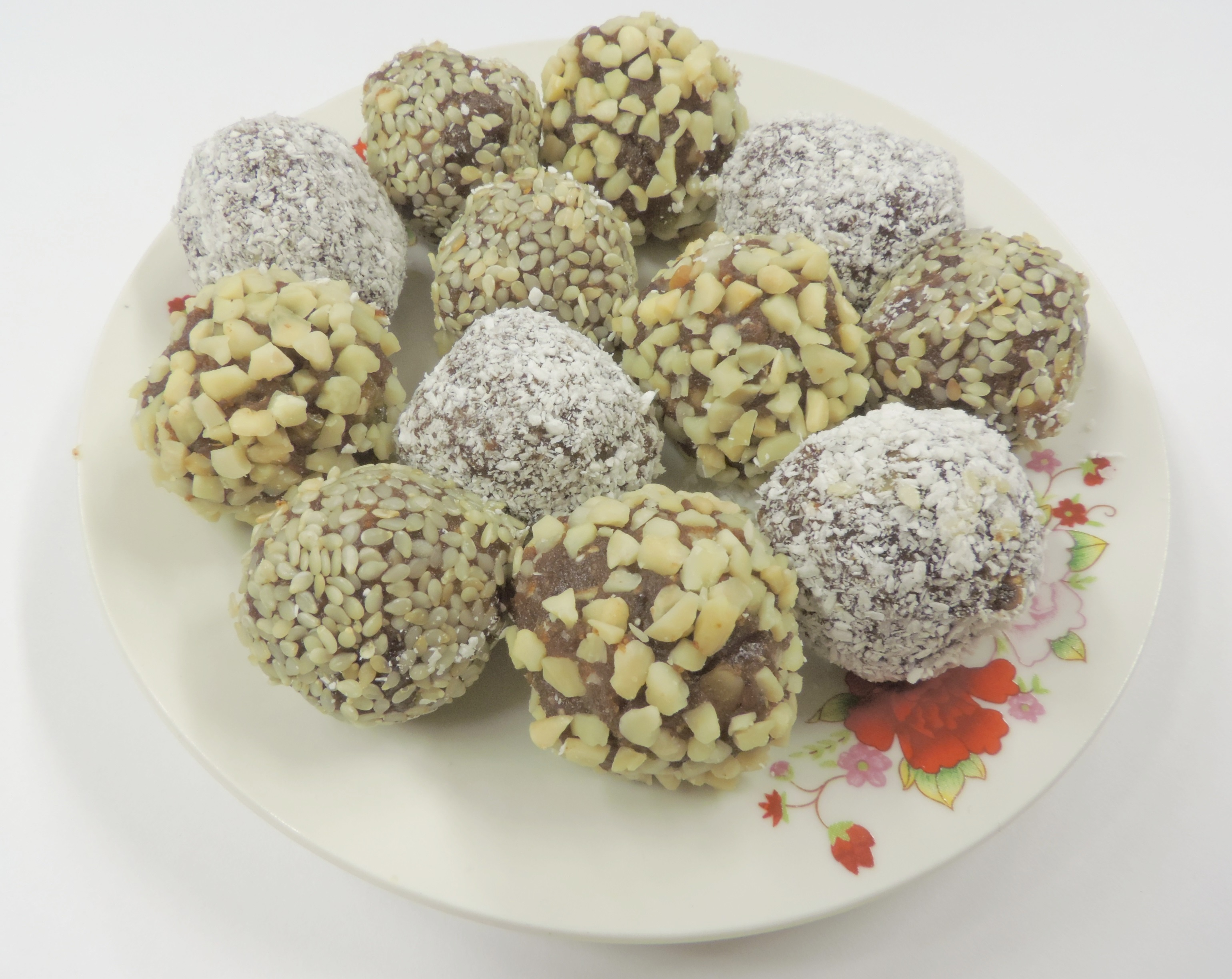
Сироїдські цукерки

Веґани значно суворіше ставляться до свого раціону, ніж веґетаріанці: крім виключення з нього м'яса, риби та морепродуктів не вживають також яєць, молока. Деякі вегани не вживають також желатин, мед, харчові додатки на кшталт барвника карміну, а також усе, що могло бути отримане з продуктів тваринного походження, наприклад, лецитин із яєць, а не сої. Іноді вегани не вживають також часник та цибулю. Це, зокрема, веганство, корені якого йдуть з джайнізму або ведизму.
Веґани отримують білки із таких продуктів, як боби (нут, сочевиця, горох та квасоля), тофу, соєві продукти, горіхи, насіння, кіноа, продукти на основі сейтану, а також вживають рослинне молоко (мигдалеве, кокосове, горіхове та соєве). 
Власник «Virgin» Річард Бренсон має намір з 1 січня 2016 запустити «Vegan America» — повністю веґанську авіакомпанію. На таку ідею його наштовхнули Білл Гейтс, Альберт Ґор і китайський інвестор Лі Ка-Шин.

## Філософія

### Етичне веґанство
Етичне веґанство ґрунтується на протистоянні видовій дискримінації, присвоєнню цінності окремим особам виключно за приналежністю до біологічного виду. 

### Екологічне веґанство
Екологічні веґани зосереджуються на захисті природи і відмовляються від продуктів тваринного походження, виходячи з того, що рибальство, полювання, та тваринництво, особливо промислове тваринництво, наносять непоправну шкоду довкіллю.

### Феміністичне веґанство
Феміністичне веґанство базується на твердженні, що всі типи гноблення пов'язані між собою і що існує зв'язок між насиллям над людьми за статевою, расовою та іншими ознаками і гнобленням тварин.  Через феміністську концепцію, відому як міжсекторність, визнається, що сексизм, расизм, класичність та інші форми внутрішнього людського гніту пов'язані між собою.

### Релігійне веґанство
Течії в межах деяких релігійних традицій заохочують веґанство, іноді на етичних або екологічних засадах. Вчені особливо відзначили зростання у двадцять першому столітті юдаїстського веґанства і джайнського веґанства. Деякі тлумачення християнського веґетаріанства, індуїстського веґетаріанства, і буддійського веґетаріанства також рекомендують або приписують веґанську дієту.

## Символи

V-label
V-Label — це єдиний знак якості від Європейського вегетаріанського союзу European Vegetarian Union для маркування веганських продуктів і послуг. Це не визнаний урядом ярлик.
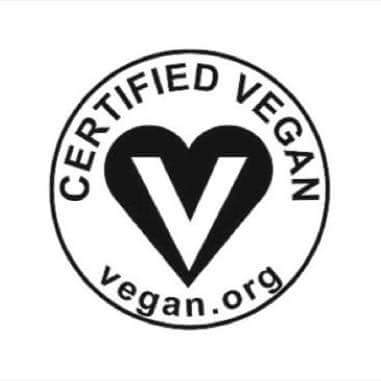
Логотип Vegan.org для сертифікації веганських продуктів. В основному використовується в США.
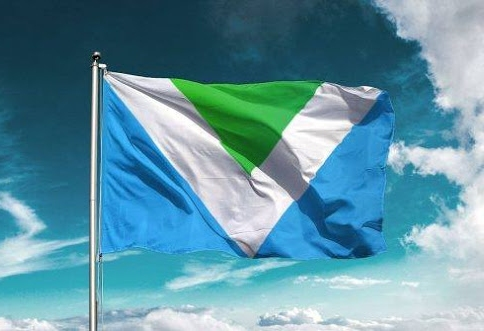
Веганський прапор

Існує багато символів, які позначають веґанство. Деякі з них використовуються на пакуванні продуктів, щоб позначити, що продукти не містять тваринних складників. Серед них знак V-label - буква "V" з листком, впроваджена Європейським веґетаріанським союзом, торгова марка Веґанської спільноти і логотип організації Vegan Awareness Foundation, також відомої під назвою Vegan Action.
Веґанський прапор був розроблений мережевою групою дизайнерів і активістів з декількох країн. Групу започаткував Ґад Гакімі, веґан-активіст і дизайнер з Ізраїлю. Прапор має три блакитні і зелені трикутники, які утворюють літеру "V" - першу літеру в слові "Vegan". Білий, зелений і блакитний кольори означають природні місця проживання тварин - небо, землю і море.

## Економіка веґанства

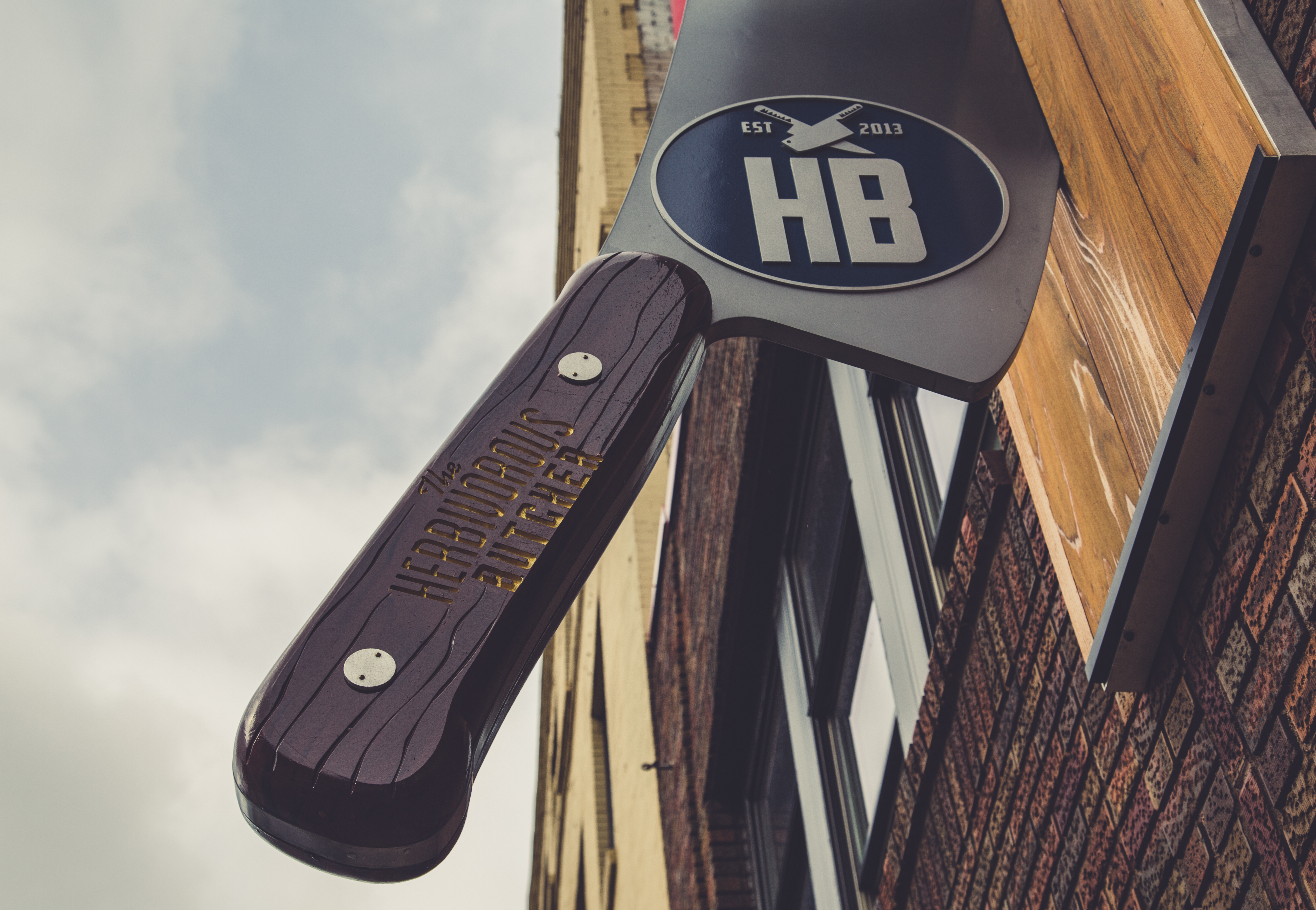
Веганський магазин у Міннесоті, 2016 рік

Підраховано, що за один рік один веґан рятує 1 519 823 літрів води, 6607 кг зерна, 1022 квадратних метра лісу, 3 322 кг СО2 і 365 життів тварин у порівнянні зі середньою американською дієтою. Згідно з дослідженням 2016 року, якщо всі в Сполучених Штатах перейдуть на веґетаріанську дієту, до 2050 року країна заощадить 208,2 млрд. дол. США у вигляді прямих заощаджень на охорону здоров'я, 40,5 млрд. дол. млрд. у загальній економії. Розрахунки свідчать, що якщо світ перейде на веґетаріанську дієту, до 2050 року глобальна економіка врятує 684,4 млрд. доларів від прямих заощаджень на охорону здоров'я, 382,6 млрд. дол. заощадження.

## Видавництво

### Документальні фільми
- Земляни (фільм), 2005. (англ.)
- Виделки замість ножів, 2011. (англ.)
- Велика рогата змова, 2014. (англ.)
- Щось нездорове, 2017. (англ.)
- Панування (фільм), 2018. (англ.)
- Змінюючи гру, 2019. (англ.)
- Їжа, що веде до вимирання, 2021. (англ.)
- Корпорація «Їжа», 2008. (англ.)
- Speciesism: The Movie[en], 2012. (англ.)
- Vegucated[en], 2011. (англ.)
- Peaceable Kingdom: The Journey Home[en], 2012 (англ.)

### Тематична література
- Кеті Руді[en]. Loving Animals: Toward a New Animal Advocacy. — University of Minnesota Press, 2011. (англ.)
- Джонатан Сафран Фоер. Поїдання тварин, Hamish Hamilton, 2010. (англ.)
- Тара Паркер-Поп[en]. How to Go Vegan [Архівовано 15 березня 2015 у Wayback Machine.], The New York Times, 14 January 2013. (англ.)
- Майкл Поллан. An Animal's Place [Архівовано 27 червня 2015 у Wayback Machine.] The New York Times Magazine, 10 November 2002. (англ.)
- Гарі Стейнер[en]. Animal, Vegetable, Miserable [Архівовано 13 грудня 2016 у Wayback Machine.], The New York Times, 21 November 2009. (англ.)
- Мелані Джой, Why We Love Dogs, Eat Pigs, and Wear Cows : an introduction to carnism, 2010 (англ.)

#### Веґанські дієти
- American Dietetic Association. «A new food guide for North American vegetarians», 2003. (англ.)
- Брендан Бразіер[en]. Thrive Foods: 200 Plant-Based Recipes for Peak Health. — Da Capo Press, 2011. (англ.)
- Хлої Коскареллі[en]. Chloe's Kitchen. — Simon and Schuster, 2012. (англ.)
- Hobbs, Suzanne Havala. Living Dairy-Free For Dummies. — John Wiley & Sons, 2010. (англ.)
- Jamieson, Alexandra. Living Vegan For Dummies. — John Wiley & Sons, 2009. (англ.)
- Скот Джурек[en], Фрідмен Скотт. Eat and Run: My Unlikely Journey to Ultramarathon Greatness. — Houghton Mifflin Harcourt, 2012. (англ.)
- Mangels, Reed. The Everything Vegan Pregnancy Book. — Adams Media, 2011. (англ.)
- Mangels, Reed. «Pregnancy and the Vegan Diet» [Архівовано 19 грудня 2012 у Wayback Machine.]. — Vegetarian Resource Group, 2006. (англ.)
- Norris, Jack. Vegan for Life: Everything You Need to Know to Be Healthy and Fit on a Plant-Based Diet. — Da Capo Lifelong Books, 2011. (англ.)

Gretchen, Reynolds (20.06.2012). Can Athletes Perform Well on a Vegan Diet?. The New York Times. New York. Архів оригіналу за 9 січня 2015. (англ.)
- Schinner, Mikoyo. Artisan Vegan Cheese. — Book Publishing Co., 2012. (англ.)
- Жене Стон[en] (ed.). Forks Over Knives: The Plant-Based Way to Health. — The Experiment, 2011. (англ.)
- Wasserman, Debra and Mangels, Reed (eds.). Vegan Handbook. — Vegetarian Resource Group, 2010. (англ.)

#### Історичні тексти
- Джозеф Рітсон[en]. An Essay on Abstinence from Animal Food, as a Moral Duty [Архівовано 19 березня 2015 у Wayback Machine.]. — Wilks and Taylor, 1802.
- Анна Кінгсфорд. The Perfect Way in Diet [Архівовано 23 вересня 2015 у Wayback Machine.]. — Kegan Paul, Trench & Co., 1881.
- Персі Біші Шеллі. A Vindication of Natural Diet [Архівовано 15 липня 2017 у Wayback Machine.]. — F. Pitman, 1884.
- Генрі Стефенс Солт[en]. A Plea for Vegetarianism. — Vegetarian Society, 1886.
- Говард Вільямс[en]. The Ethics of Diet. — Swan Sonnenschein & Co., 1896.
- Руперт Велдон No Animal Food [Архівовано 18 жовтня 2014 у Wayback Machine.]. — Health Culture Co., 1910. (Перша з відомих веґанських кулінарних книг)